# 칠레의 정당
칠레는 원칙상 다당제 국가이며, 집권 여당인 국민혁신이나 연립여당인 독립민주연합, 야당인 칠레 사회당과 신다수파를 비롯해 여러 정당들이 존재하고 있다.

## 칠레의 정당

### 주요 정당
하원 의석순으로 정렬하였다.
- 국민혁신 (36)-우익 보수주의, 신자유주의 정당. 세바스티안 피녜라 대통령의 정당이다.
- 독립민주연합 (30)-우익 신자유주의, 반공주의 정당.
- 사회당 (19)-중도좌파, 사회민주주의 정당.
- 기민당 (14)-중도좌파 기독교 민주주의, 제3의 길 정당.
- 민주혁명당 (10)-중도좌파 민주사회주의 정당.
- 칠레 공산당 (8)-좌익 수정 마르크스주의 정당
- 민주당 (8)-중도좌파 사회자유주의 정당.
- 사회민주급진당 (8)-사회자유주의, 사회민주주의 정당.
- 정치적 진화 (6)-우익 보수주의 정당.
- 인문주의자당 (5)-중도좌파 자유지상주의적 사회주의 정당.
- 사회 녹색 지역주의자 연방 (4)-지역주의 정당.
- 칠레 자유당 (2)-중도 자유주의 정당.
- 평등당 (1)-좌익 21세기 사회주의 정당.
- 시민의 힘 (1)-중도좌파 사회민주주의 정당.
- 진보당 (1)-진보주의 정당.
- 생태주의 녹색당 (1)-녹색당.

### 정당 연합
- 칠레 바모스
- 당신은 칠레를 바꿀 수 있다
- 칠레의 신헌법
- 신다수파
- 광역전선
- 라모네다와 모든 사람

## 같이 보기
- 정당 목록